# Camelus
Camelus es un género de mamíferos artiodáctilos de la familia Camelidae que incluye a las tres especies vivientes de la familia originarias del Viejo Mundo, que son denominadas popularmente como camellos y dromedarios. Como todos los camélidos, los camellos son artiodáctilos, o ungulados con un número par de pezuñas. Se distinguen dos o tres especies vivientes de camellos: el dromedario, de una joroba, que constituye el 94% de la población mundial de camellos; el camello bactriano de dos jorobas que supone solo el 6% y, por último, el camello salvaje, en peligro de extinción, a veces clasificado junto al bactriano doméstico y otras veces separado de este. La palabra llegó al español y otras lenguas románicas a través del latín camēlus y este del griego kámēlos.
Los camellos llegaron a Asia procedentes de América del Norte a través del Estrecho de Bering. Originarios de los desiertos de Asia, hace milenios que se extendieron en África, particularmente en el desierto del Sáhara. En tiempos mucho más recientes, han sido introducidos por los humanos en las regiones áridas del centro de Australia, donde hay poblaciones ferales. Son especialmente célebres por sus características jorobas, que son reservas de tejido adiposo y los ayudan a resistir mejor las temperaturas elevadas y por su gran capacidad de sobrevivir mucho tiempo sin agua. Los camellos fueron domesticados hace relativamente poco tiempo, alrededor del 2000 a. C..
A pesar de que existen actualmente unos 15,5 millones de camellos, están casi extintos como animales salvajes. Los 14 millones de dromedarios del mundo son todos domésticos, mientras que de los aproximadamente 1,5 millones de camellos bactrianos, se cree que sólo unos 1000 son salvajes y viven en el desierto del Gobi en la China y Mongolia.

## Especies

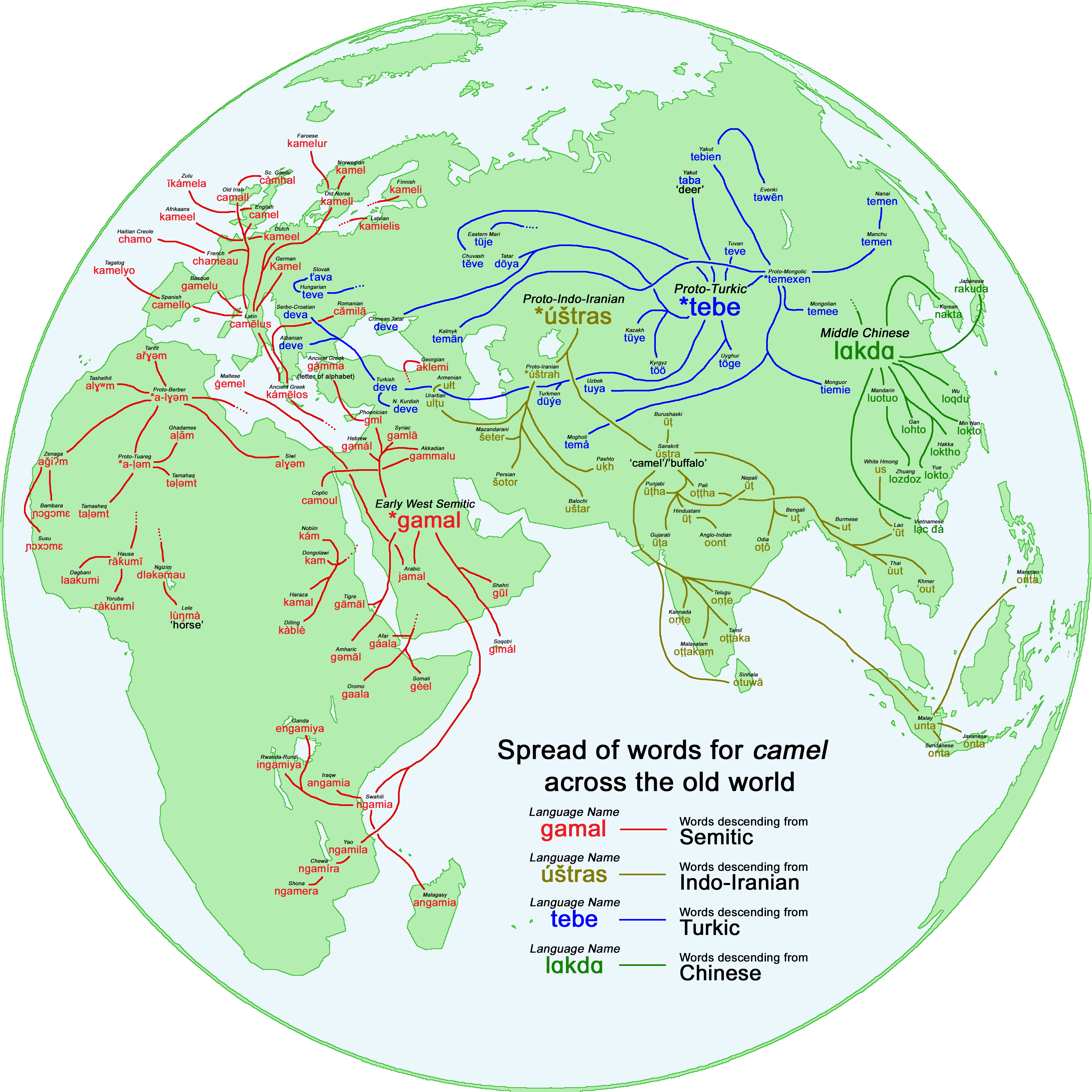
La palabra «camello» es un ejemplo clásico de wanderwort, una préstamo lingüístico que pasa de idioma en idioma recorriendo largas distancias. En el mapa la transmisión de 4 palabras para decir camello de origen semita (gamal), indoiranio (ustras), túrquico (tebe) y chino antiguo (lakda).

Existen tres especies de camellos actuales y otras tres fósiles:
- Camelus ferus: el camello salvaje o camello bactriano salvaje, el único que nunca fue domesticado.
- Camelus bactrianus: el camello bactriano doméstico. Este y el anterior están provistos de dos jorobas, mientras que de este y el siguiente no han sobrevivido poblaciones silvestres.
- Camelus dromedarius: el dromedario o camello arábigo, el cual posee una sola joroba.
- † Camelus gigas: el camello gigante.
- † Camelus sivalensis.
- † Camelus moreli: el camello sirio.

Según estudios de ADN mitocondrial, Camelus ferus y Camelus bactrianus divergieron de un ancestro común hace unos 700 000 años, en el Pleistoceno.
Son rumiantes sin cuernos, sin hocico, con los orificios nasales formando aberturas oblicuas, el labio superior dividido y movible por separado y extensible, sin pezuñas (tienen dos dedos diferenciados), el abdomen elevado y patas largas y delgadas. Al contrario de la creencia popular, el camello almacena grasa en vez de agua en la joroba, que suele caer hacia un costado al encontrarse sin reservas.

## Taxonomía
Los camellos conforman un género dentro de la familia de los camélidos, en la cual son el taxón hermano de las llamas (Lama) y las vicuñas. Los dromedarios y los camellos bactrianos se pueden cruzar. Los híbridos resultantes, que se conocen como tulus o bukhts, tienen un tamaño más grande que sus padres «puros». También se ha conseguido cruzar llamas con camellos mediante inseminación artificial. Su progenie se conoce como cama.

## Evolución y registro fósil
Los camellos pertenecen a la familia de los camélidos. Este grupo apareció durante el periodo Luteciense (Eoceno medio). Los fósiles más antiguos conocidos de la familia han sido descubiertos a la cantera de Laguna Riviera (California, Estados Unidos).
Los camellos propiamente dichos aparecieron y se extendieron durante el Plioceno medio. Los camellos actuales desarrollaron adaptaciones a las condiciones áridas en las cuales vivían (jorobas, digestión y metabolismo, absorción de grandes cantidades de agua, consumo de alimento con mucha sal,  etc.). Estas adaptaciones probablemente surgieron en una fase tardía de la evolución de los camélidos, es decir, no eran propias de los camélidos basales, y les permitieron extenderse allá donde otros herbívoros no podían prosperar.
| Localidad                    | País       | Época    | Especies                |
| Área 8 de Turkana Este - KBS | Kenia      | Plioceno | *Camelus sp.            |
| Chiwondo Beds - Unidad 3A    | Malaui     | Plioceno | Camelus sp.             |
| Formación de la Baja Nagrota | India      | Plioceno | *Camelus sp.            |
| *Novo-*Nikolaievka           | Ucrania    | Plioceno | *Camelus sp.            |
| Formación de Pinjor          | India      | Plioceno | *Camelus sivalensis     |
| *Laetoli                     | Tanzania   | Plioceno | *Camelus sp.            |
| *Selim-*Djevar               | Kazajistán | Plioceno | *Camelus praebactrianus |

### Hibridación
Los cariotipos de diferentes especies de camélidos han sido estudiados con anterioridad por muchos grupos, pero no se ha llegado a un acuerdo sobre la nomenclatura de los cromosomas de los camélidos. Estudios más recientes que han utilizado la citometría de flujo determinan que el cariotipo cromosómico de los camellos es (2n =74), que consiste en un autosoma metacéntrico, tres submetacéntricos y 32 autosomas acrocéntricos. El cromosoma Y es un cromosoma metacéntrico pequeño, mientras que el X es un cromosoma metacéntrico grande.
De acuerdo con los datos moleculares, los camélidos del Viejo Mundo y del Nuevo Mundo se separaron hace unos 11 millones de años. A pesar de esto, estas especies han conservado una proximidad genética suficiente para poder generar híbridos y producir crías vivas, como es el caso de la cama). Los híbridos interespecíficos entre el dromedario y el guanaco proporcionan la plataforma ideal para comparar los cariotipos de los camellos del Viejo Mundo y del Nuevo Mundo.
La cama es un híbrido de dromedario y llama creado por inseminación artificial, por científicos que querían observar qué nivel de proximidad genética había entre las especies parientes. El dromedario es unas seis veces más pesado que una llama y la inseminación artificial, por lo tanto, tiene que hacerse en la hembra de la llama; la unión entre un macho de llama y una hembra de dromedario no ha tenido éxito hasta ahora. El individuo, cuando nace, es más pequeño que una cría de llama. La cama presenta las orejas cortas y la cola larga como la de un camello; no tiene ninguna joroba, como la llama, y tiene pezuñas con una hendidura más similar a las de las llamas.
A los cuatro años, la cama logró la madurez sexual y sentía atracción por las hembras de llama y de guanaco. Una segunda cama hembra fue producida por inseminación artificial. Como tanto los camellos como las llamas tienen 74 cromosomas, los científicos esperan que la cama será fértil. Si es así, hay la posibilidad de aumentar las capacidades del animal, con un ejemplar con más cantidad de carne y de lana y con una capacidad como animal de transporte de acuerdo con el rendimiento de los camélidos sudamericanos. La cama, aparentemente, ha heredado el temperamento pobre de ambos progenitores. 
Un caso especial son los híbridos de dromedario y camello bactriano que se denominan bukhts; estos híbridos se encuentran en Kazajistán. Son más grandes que cualquiera de sus progenitores (hasta 1000 kg y 230 cm de alto), tienen una sola joroba y son muy fuertes, y unos buenos animales para el transporte o los trabajos agrícolas como labrar. Los otomanos lo utilizaron como animal de guerra. Las hembras se pueden volver a emparejar con un camello bactriano para producir un animal más pequeño, unos tres cuartos de la medida del dromedario, y generalmente con dos jorobas. Es más rápido que un camello bactriano y más fuerte que un dromedario. Un tipo mucho más raro es el cruce de una hembra bukht con un dromedario.

## Sistemática
Los camellos conforman un género dentro de la familia de los camélidos, en qué son el taxón hermano de las llamas (Lama) y las vicuñas (Vicugna). Los dromedarios y los camellos bactrianos se pueden cruzar. Los híbridos resultantes, que se conocen como tulus o bukhts, tienen una medida más grande que sus padres «puros». También se ha conseguido cruzar llamas con camellos mediante inseminación. Su progenie se conoce como cama.

## Domesticación

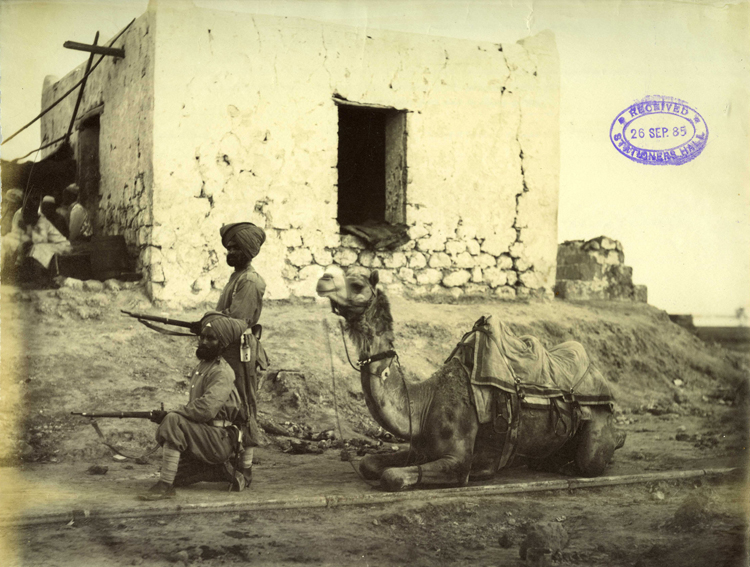
El cuerpo de camellos Sikh durante la expedición del Nilo (1884)

El camello fue domesticado hacia el 2000 a. C., probablemente porque era el animal de carga más grande y fuerte de su zona de distribución. Los camellos de carga se usan entre 4 y 25 años y son capaces de traer hasta el 50% de su peso corporal. Un camello puede recorrer 30–40 km en un día si va solo y hasta 100 km si lleva alguien encima, a una velocidad media de 10–12 km/h.[cita requerida] Los camellos también han tenido un uso militar desde la antigüedad, tanto para transportar provisiones y soldados como directamente en los enfrentamientos armados, ya sea junto con el resto de la caballería o por separado. A menudo se los usaba para intimidar el enemigo.
Los camellos también se pueden aprovechar por su carne y por su leche, a partir de la cual se hace shubat, mantequilla y queso. Un dromedario proporciona unos 2.000 kg de leche al año (4.000 si es de la variedad arvana) y una camella bactriana unos 750 kg al año. Su leche contiene un entre un 4,5% y un 5,4% de grasa.
Algunas diferencias significativas entre la leche de camello y la leche vacuna son:
- la leche de camello tiene menos lactosa,[23] pero contiene más potasio,[23] magnesio, hierro,[23] cobre, manganeso, sodio y zinc
- la leche de camello tiene menos colesterol que la leche de vaca (o de cabra)
- la leche de camello proporciona el triple de vitamina C
- la leche de camello tiene más ácidos grasos insaturados y vitaminas B, pero menos vitamina A y vitamina B2
- la leche de camello contiene más grasa y proteína[24]

El pelo de camello se caracteriza por su alta calidad y es más preciado que la lana de oveja.
Por otra parte, una de las principales características de los camellos son sus párpados. Son una de las características más curiosas de este animal, ya que gracias a esta fisonomía, se adaptan perfectamente a las condiciones del entorno en el que viven.
Los primeros párpados son parecidos a los humanos y tienen unas pestañas bastante largas para protegerse, por ejemplo, de las tormentas de arena. El tercer párpado, por otro lado, es translúcido y es denominado como membrana nictitante, cerrándose de forma horizontal y permitiendo al camello ver aunque tenga los ojos cerrados.

## Biología

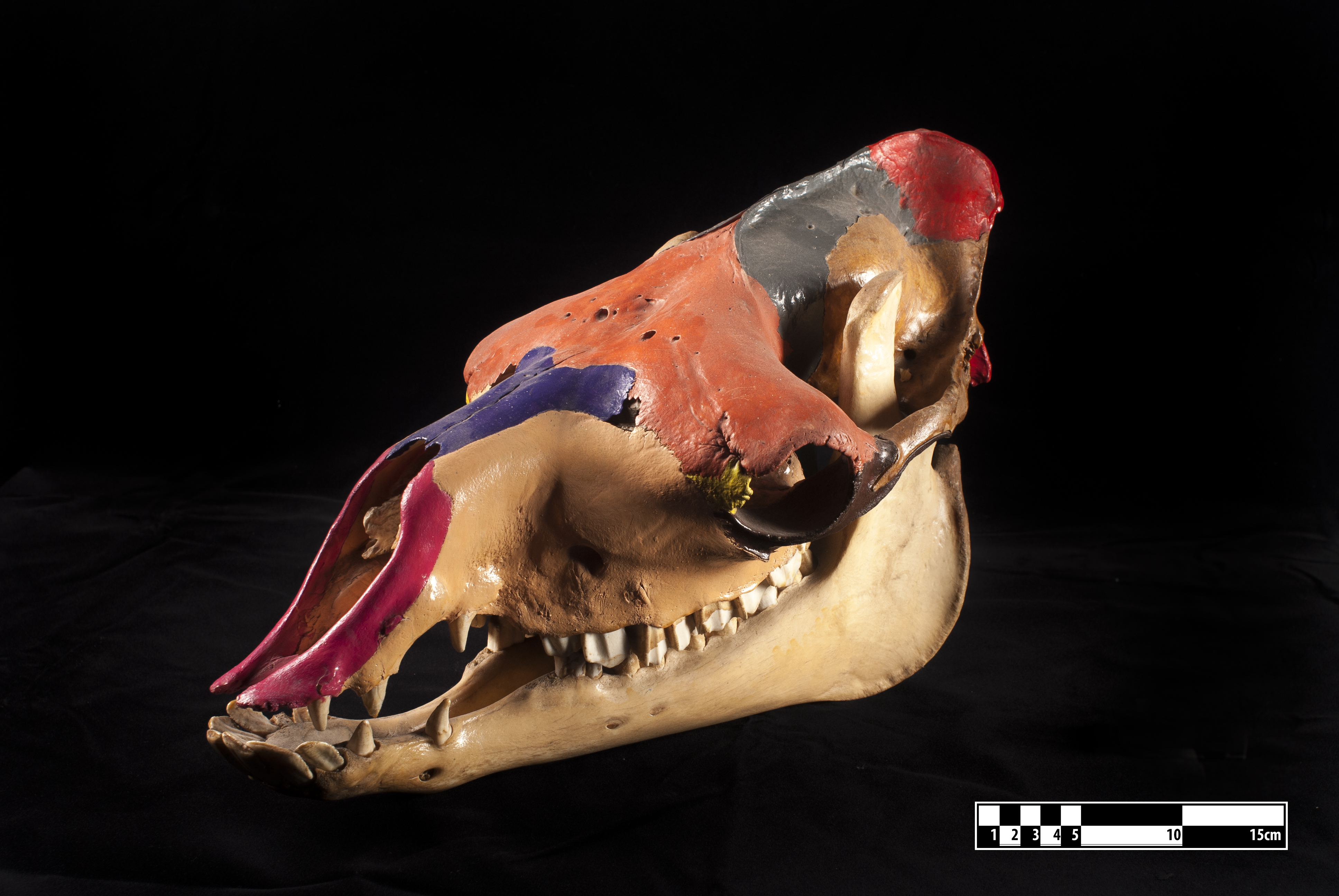
Cráneo de camello.

Su esperanza de vida está en torno a los 40 a 50 años. Un camello adulto mide 1,85 m a la altura de los hombros y 2,15 m en la joroba. La joroba sobresale unos 75 cm. Los camellos pueden correr a 65 km/h en carreras cortas y mantener una velocidad de 40 km/h.
Los camellos macho tienen un órgano llamado doula en su cuello, que es un gran saco inflable que sobresale de su boca cuando está en celo, para imponer la dominancia y atraer a las hembras. Parece como una larga lengua rosada e hinchada que sale por un lado de su boca.
La familia de los camellos es originaria de América y migró a Eurasia y África gracias a las glaciaciones. Esto se comprueba mediante el amplio registro fósil de camélidos en América. El fósil de camélido más antiguo fue hallado en Kansas, a mediados de los años 1930.

## Comportamiento
Normalmente, los camellos tienen un carácter pasivo. Pero, para su defensa, suelen utilizar las patadas o lanzan saliva, que produce ardor en contacto con los ojos. 
Se emplean normalmente como animales de carga, aunque también se aprovecha su piel, leche y carne. Puede ingerir 180 litros de agua de una sola vez y moverse sin volver a tomar agua durante más de 10 días. Tradicionalmente, la leche de las hembras ayudó a sobrevivir al ser humano durante viajes largos por el desierto. El pelo del camello puede hilarse para hacer vestidos y sogas. Con la piel se confeccionan sandalias y cantimploras, y el estiércol es útil como combustible para cocinar. 
En el norte de África existen "dromedarios danzantes" y de competición, que divierten al público durante la fiesta conocida como "el día del camello". También se emplean para transportar turistas por el desierto.

## Granjas de camellos
Durante las últimas décadas, los camellos han recuperado el reconocimiento por su potencial producción de comida en zonas áridas y semiáridas de Sudán. Después de haber sido despreciados por antieconómicos por el gobierno de Sudán, su papel vital en el soporte de poblaciones humanas en algunas de las áreas más pobres y azotadas por la sequía del mundo ha sido ahora reconocido. La devastadora sequía de África entre 1984 y 1985 demostró que la posesión de camellos podía dar a los pastores una excelente oportunidad de sobrevivir. Mientras todos los rebaños de ovejas y cabras sucumbían a las áridas condiciones, la población de camellos sobrevivió relativamente ilesa. Por consiguiente, algunos grupos de pastores con profundas raíces en la ganadería, como los samburu del norte de Kenia, empezaron a adquirir camellos (Sperling, 1987), un hecho que atrajo la atención de agencias de desarrollo y organizaciones internacionales.

## Salud
Los camellos, como todos los demás animales, pueden sufrir una gran variedad de enfermedades. Las más comunes en los camellos africanos y asiáticos, que representan la mayor parte de la población mundial, son las helmintosis gastrointestinales, la sarna y las tripanosomiasis. De hecho, la fauna helmíntica que infecta los camellos es una de las más ricas de todos los animales. Un estudio con dromedarios encontró 77 especies de helmintos parásitos. Estas infecciones tienen un gran impacto económico porque comportan una mortalidad alta, pero se pueden tratar y prevenir.
La viruela del camello también es una enfermedad común. Un 25% de los camellos jóvenes que atrapan la enfermedad acaba muriendo, pero la infección tiene un curso más benigno en los camellos de edad más avanzada. Esta enfermedad se puede contagiar a manos de las personas que trabajan con camellos, a pesar de que es una ocurrencia poco frecuente.

## Gastronomía

### Leche de camella

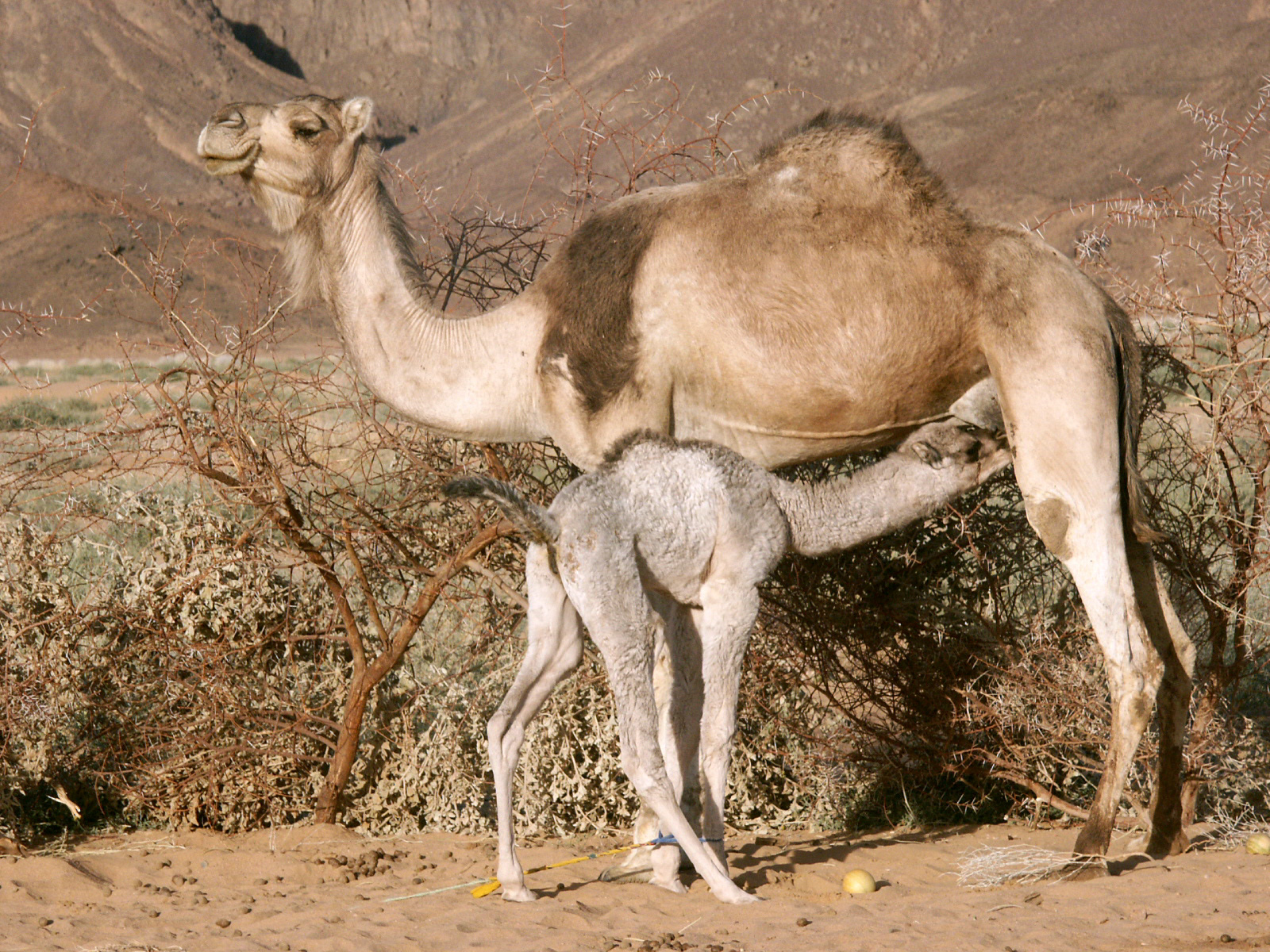
Ternero de camello alimentándose de la leche de su madre

La leche de camella es un alimento básico de las tribus nómadas del desierto y es considerada un alimento completo, rica en vitaminas, minerales, proteínas e inmunoglobulinas. Es más baja en grasa y colesterol que la leche de vaca. Además de tener muchas propiedades saludables, se utiliza como medicamento para combatir enfermedades infecciosas y tuberculosis.

### Carne de camello
La carne de camello se ha comido desde hace siglos. Un canal de camello puede proporcionar una cantidad sustancial de carne.

## Aspectos culturales
Como animales de carga y transporte que son, los camellos tienen un papel importante en la cultura. En el mundo musulmán se los valora mucho, cosa que se refleja en las leyendas. Por ejemplo, se dice que mientras que los humanos conocen 99 nombres de Alá, sólo el camello conoce el número 100, motivo por el cual a menudo sonríe de manera insolente. Los camellos empezaron a aparecer en las artes visuales del mundo occidental en la Alta Edad Media, principalmente debido a sus menciones de la Biblia.

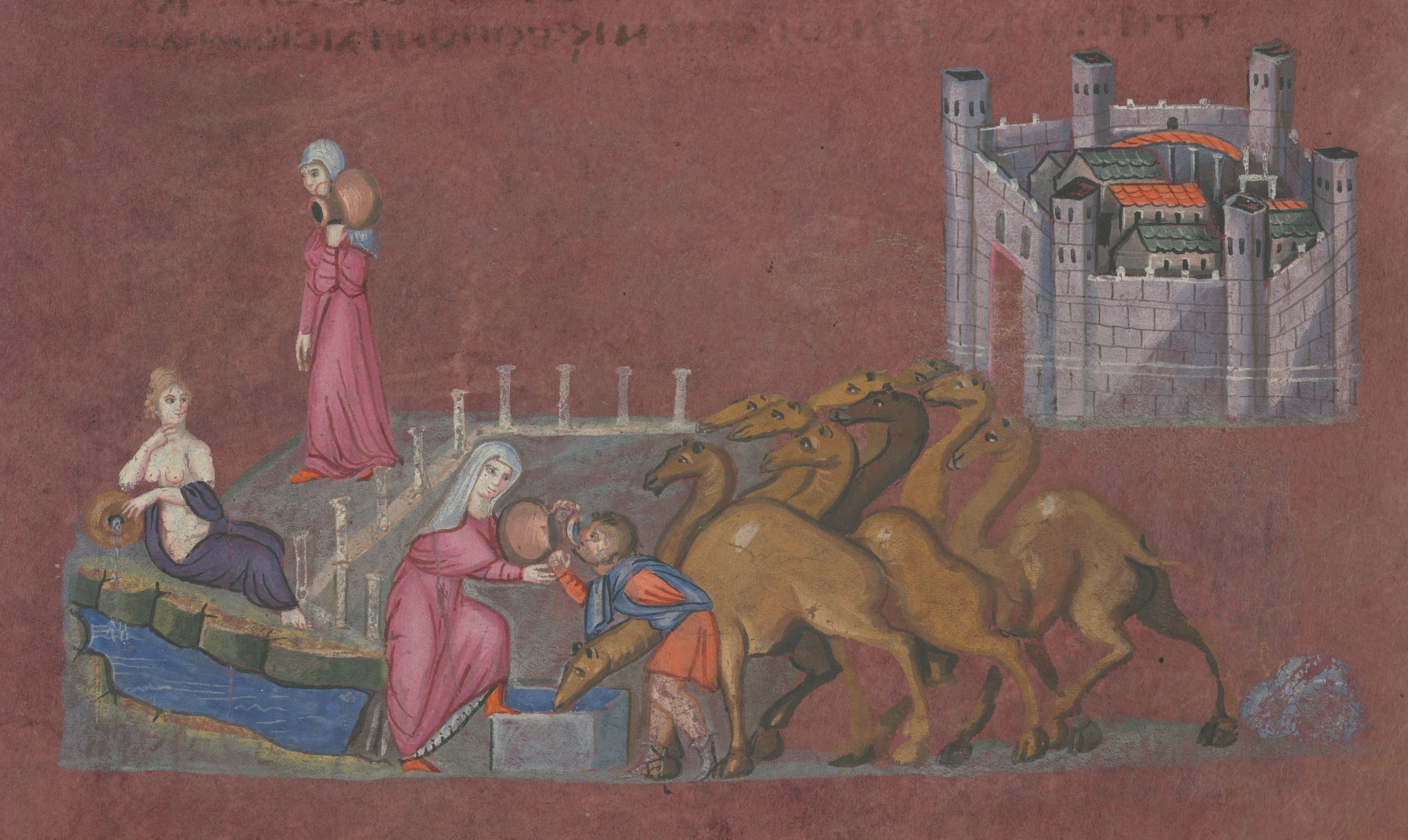
Escena del Génesis de Viena: Rebeca encuentra Eliezer y pone agua para los camellos (s. VI)

Por ejemplo, el personaje bíblico de Rebeca a menudo es presentada con camellos alrededor. El Antiguo Testamento (Génesis, 24) explica como Rebeca fue elegida para convertirse en la esposa de Isaac cuando fue a buscar agua en un pozo donde el sirviente de Isaac estaba dando de beber a sus camellos. Entre otros lugares, esta escena aparece en el Génesis de Viena, manuscrito iluminado del siglo VI.
Otro ejemplo bíblico conocido es el ejemplo evangélico del camello y el agujero de una aguja, en el cual Jesús dice a sus discípulos: «Os aseguro que un rico difícilmente entrará en el reino del cielo. Más todavía: es más fácil que un camello pase por el agujero de una aguja que no que un rico entre en el reino de Dios».[38] Aun así, hay algunos estudiosos que piensan que se trata de un error de interpretación, porque la palabra griega kàmelos ('camello') se había confundido fonéticamente con  kàmilos ('cuerda', 'gúmena') en griego tardío.[39] Pero esta opinión, si bien está fundamentada filológicamente, no tiene mucha aceptación entre los expertos; de hecho los mejores manuscritos del Nuevo Testamento presentan la forma kàmelos. También hay una tradición, tardía, que dice que el agujero de la aguja era una portezuela pequeña en una puerta de la muralla de Jerusalén, por donde sólo podían entrar personas. En realidad el gusto por la hipérbole es muy oriental y  no  faltan ejemplos de ello en el texto bíblico. Jesús se complacía en las comparaciones y ejemplificaciones extremas, como en el evangelio de Mateo (Mt 23, 24), refiriéndose a los fariseos: «Guías ciegos, que coláis un mosquito y os tragáis un camello!»

### Usos militares
Se han hecho intentos de utilizar los camellos como caballería, monturas de dragones y como animales de carga en lugar de caballos o mulas. Los camellos han sido usados militarmente, sobre todo, por su habilidad para asustar caballos en recintos cerrados, una cualidad usada por los aqueménidas persas cuando luchaban contra Lidia. Además, los persas solían usar los camellos en caravanas de avituallamiento para transportar armas y equipo. Los caballos aborrecen el olor de los camellos que están cerca, incluso se hacen difíciles de controlar. El ejército de los Estados Unidos tuvo una unidad de camellos desplegada en California en el siglo XIX, y los establos de ladrillos todavía pueden verse en el arsenal de Benicia, ahora convertido en estudio de artistas y artesanos. Los camellos se han usado en guerras por toda África; hasta el Imperio Romano de Oriente usó tropas auxiliares conocidas como Dromedarii, reclutadas en las provincias del desierto. Durante la Guerra Civil Americana, los camellos fueron usados en una etapa experimental, pero no llegó lejos.

## Razas o tipos de camellos

### Clasificación general
Según un libro publicado en 1981 los dromedarios africanos constituyen el 72% de todos los dromedarios del mundo.
En cifras absolutas y según la FAO, en 1979 había unos 17 millones de camellos en África y 4,9 millones en Asia. En números redondos, 16 millones eran dromedarios y el resto, casi 2 millones camellos de dos jorobas.

### Clasificación por tipo
En cuanto a las razas es posible y útil analizar las clasificaciones propuestas por varios autores. Clasificaciones basadas en tipos más que en razas verdaderas.
- Leese (1927) propuso una clasificación en 4 tipo de dromedarios: 
  - dromedarios de regiones montañosas
  - dromedarios de regiones intermedias
  - dromedarios de las llanuras en zonas de ríos
  - dromedarios de los desiertos
- IAO se basaba en otra clasificación:
  - dromedarios braquiomorfos, grandes y pesados (como los de las caravanas de Egipto)
  - dromedarios mesomorfos, más ligeros que los anteriores (serien los dromedarios de carga de Libio a)
  - dromedarios dolicomorfos, los más ligeros de todos (que corresponderían a los dromedarios mehara del interior del Sáhara).
- Cole (1975) hablando de los dromedarios árabes (murrah) indicaba tres tipos:
  - los dromedarios de carga
  - los dromedarios de leche
  - los dromedarios para montar

## Galería (anatomía)

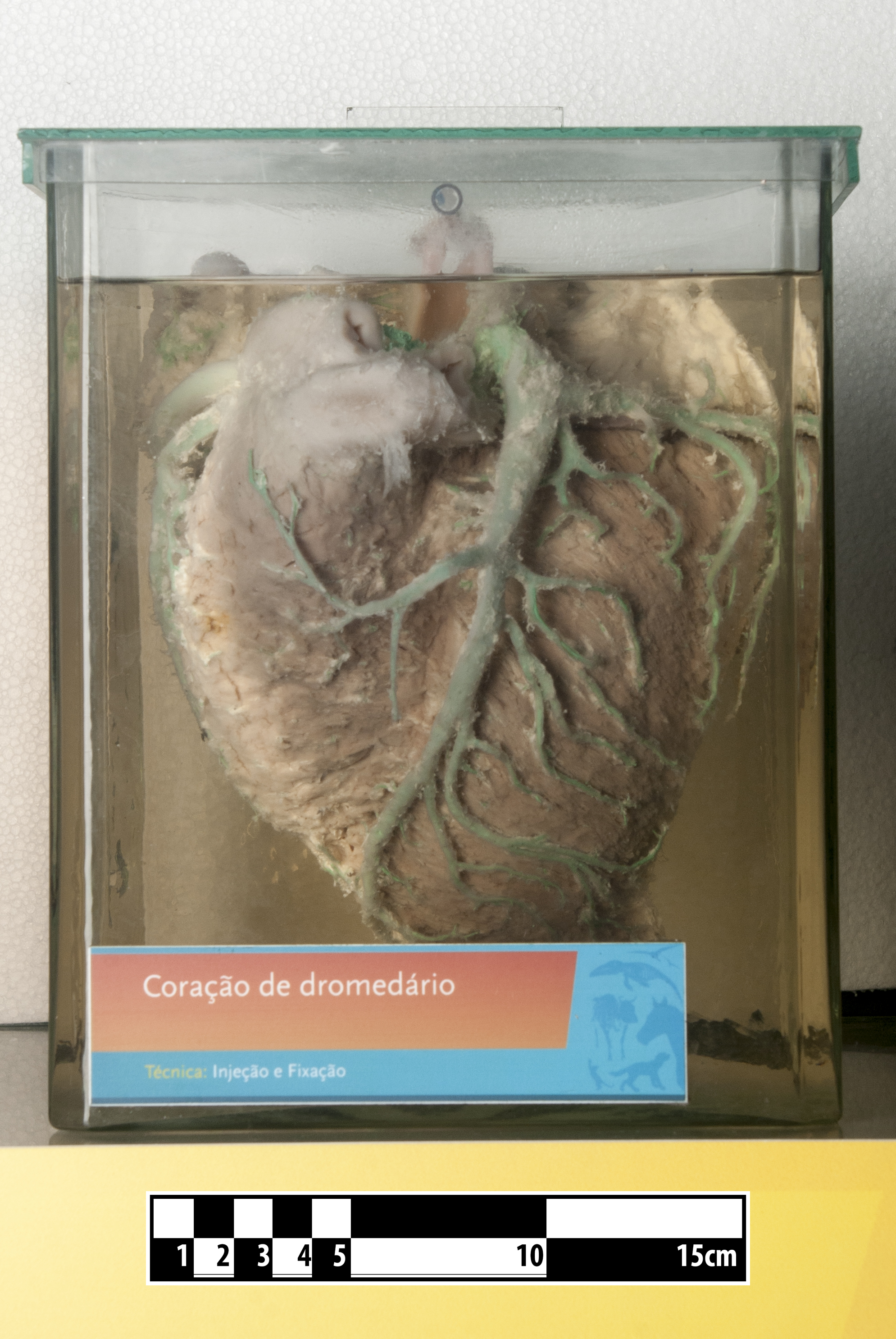
Corazón  de camello.
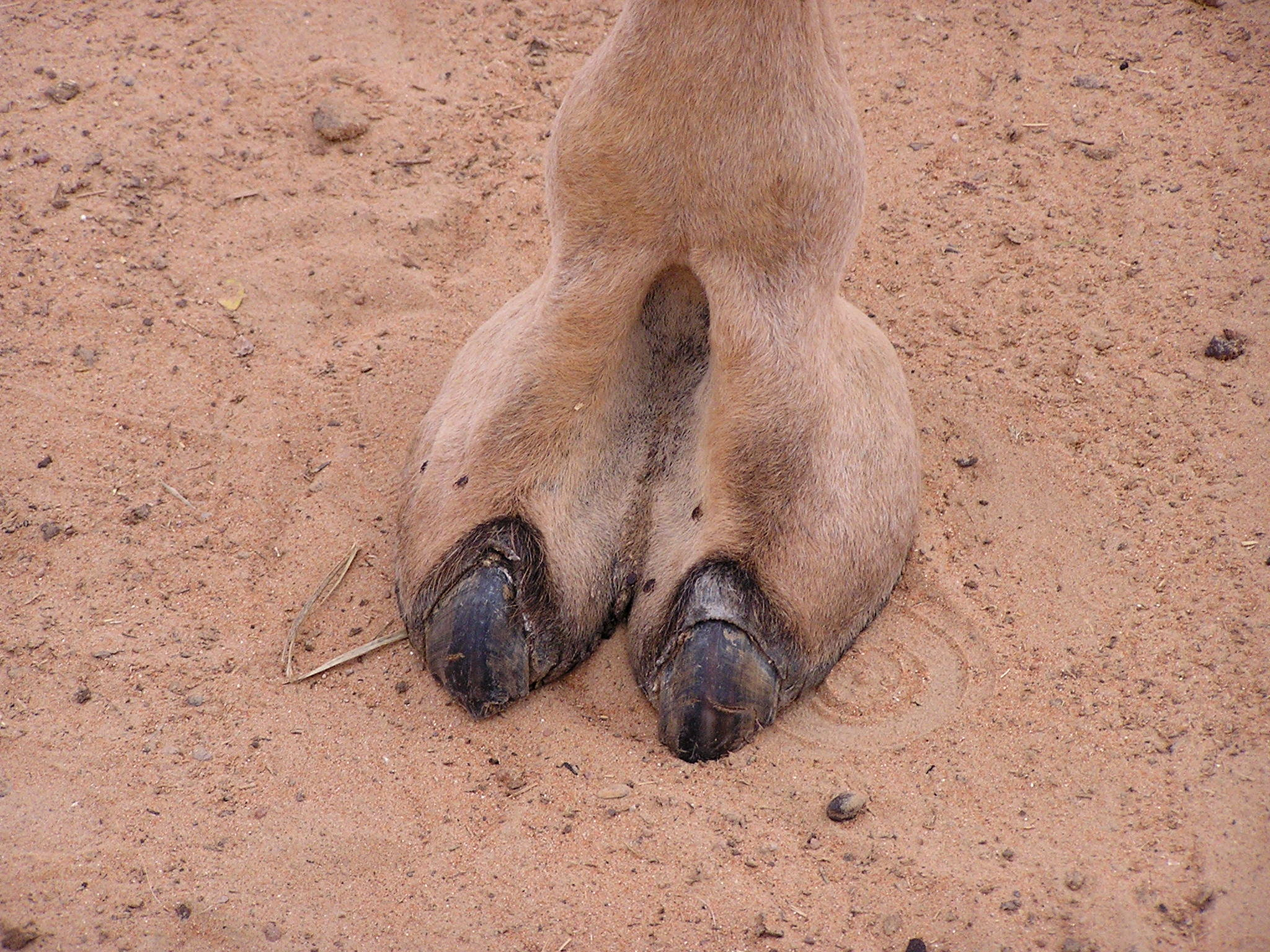
Pata de camello.
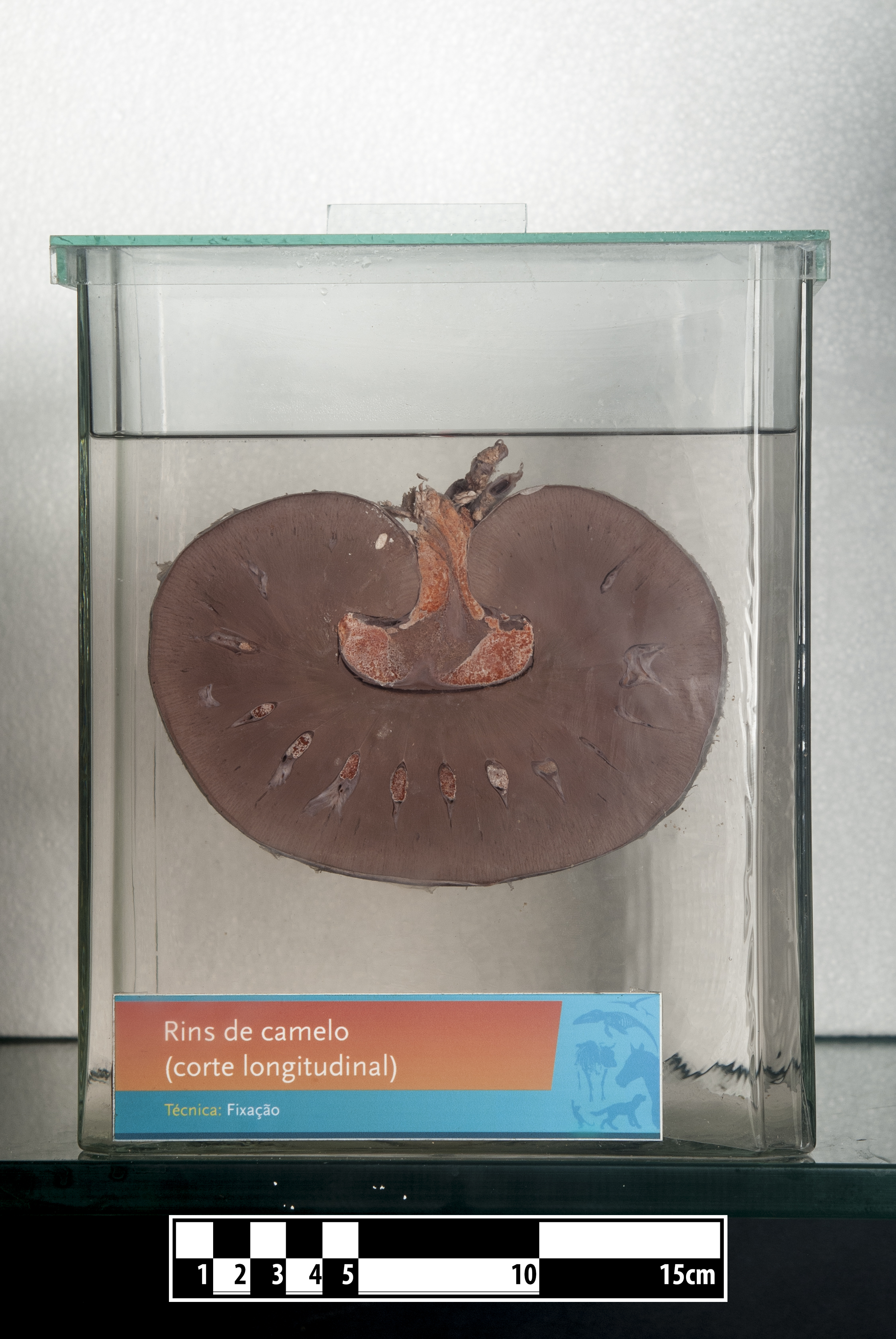
Riñón de camello (sección longitudinal).